# Veerpont De Burd

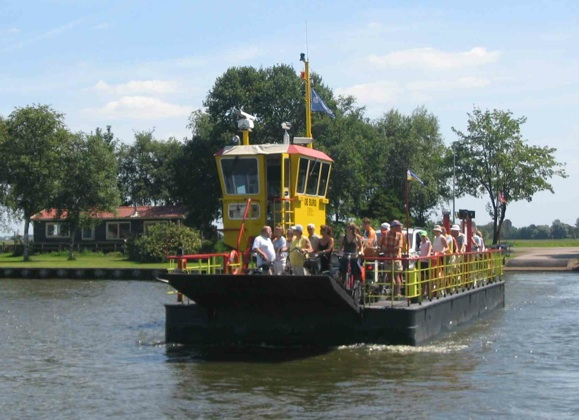
Veerpont De Burd

Veerpont De Burd is een veerpont over het Prinses Margrietkanaal, die het dorp Grouw verbindt met het eiland De Burd. De pont heeft een geschiedenis die nauw verbonden is met die van de ontwikkeling van het eiland.

## Voetveer als verbinding met de wereld
In de Eerste Wereldoorlog legde de gemeente Idaarderadeel een voetpad aan van Grouw tot de buurtschappen De Burd en Siteburen. Het pad liep langs de noordelijke oever van de Nauwe Burd, de Geeuw en het Pikmeer. Het sloot aan op de overhaalschouw bij de 'Vrijheid', waarmee het centrum van het dorp Grouw kon worden bereikt.
In 1938 werd besloten dat er een snelle vaarverbinding voor de beroepsvaart zou komen van Lemmer naar Delfzijl: het Prinses Margrietkanaal. Het tracé van het nieuw gegraven kanaal doorsneed het voetpad van De Burd naar Grouw. De provincie betaalde daarom een roeischouw en de aanleg van aanlegsteigers. Als pontbaas fungeerde sinds 1939 P. Postma sr. Hij zette belanghebbenden 'te allen tijde' met de veerschouw over, 24 uur per dag.

## Veerpont naar De Burd
Toen in 1956 werd besloten het gebied, waarvan het eiland De Burd deel uitmaakt, te ontsluiten door het aanleggen van wegen, moest er een keuze worden gemaakt voor een pont of een brug. Het werd een motorpont die 80.000 gulden kostte en in 1959 in gebruik werd genomen.
De pont werd gevaren door twee pontwachters die deels werden betaald door de gemeente en deels door de bewoners van De Burd, voor wie het gebruik verder kosteloos was. Nadat er in 1964 problemen gerezen waren over de lange werktijden van de pontbazen, werden de vaartijden verminderd zodat de roeiboten, die voor zelfbediening klaar lagen, vaker gebruikt moesten worden om het eiland 24 uur per dag bereikbaar te houden. In 1970 werd een gebruikerscoöperatie opgericht, die de rechten en verplichtingen van de bewoners op zich nam.
Omdat onder andere de melktankwagens steeds groter en zwaarder werden, was het in 1973 duidelijk dat er een zwaardere pont of een brug nodig was. Vooralsnog koos men voor kleinere tankauto's en verruiming van de bedieningstijden. In 1979 werd ten slotte een nieuwe zwaardere pont in gebruik genomen. De 600.000 gulden die de nieuwe pont kostte, werd opgebracht door rijk en provincie, terwijl ook de boeren van De Burd en de Seinpole via het waterschap een substantieel deel van de kosten op zich namen. De pont werd in beheer gegeven aan de gemeente.
In de jaren negentig was er sprake van de aanleg van een brug of tunnel over of onder het Prinses Margrietkanaal of elders. De gemeente probeerde uit het oogpunt van bezuinigingen van de pont af te komen, maar de gebruikerscoöperatie weigerde de exploitatie over te nemen. De scheepvaart over het Prinses Margrietkanaal was in de loop der jaren steeds drukker geworden en de beroepsvaart voer ook met steeds grotere schepen. Daarom gaf de gemeente in 1997 te kennen dat de doe-het-zelfovertochten per roeiboot in de uren dat de pont niet voer, te gevaarlijk waren geworden. De schouwtjes werden daarom uit de vaart genomen.
In 1998 ging de provincie meebetalen aan de exploitatie van de pont, daardoor waren er meer vaaruren mogelijk. In een convenant werd afgesproken dat ook de bewoners en recreanten meer gingen betalen door middel van een jaarabonnementensysteem, extra verhogingen en prijsindexatie. Begin 21e eeuw was er weer volop sprake van bezuinigingen. De nieuw ingestelde rekenkamer van de gemeente Boornsterhem kreeg in 2006 opdracht onderzoek te doen naar de exploitatie van de pont.